# Quatro Liberdades

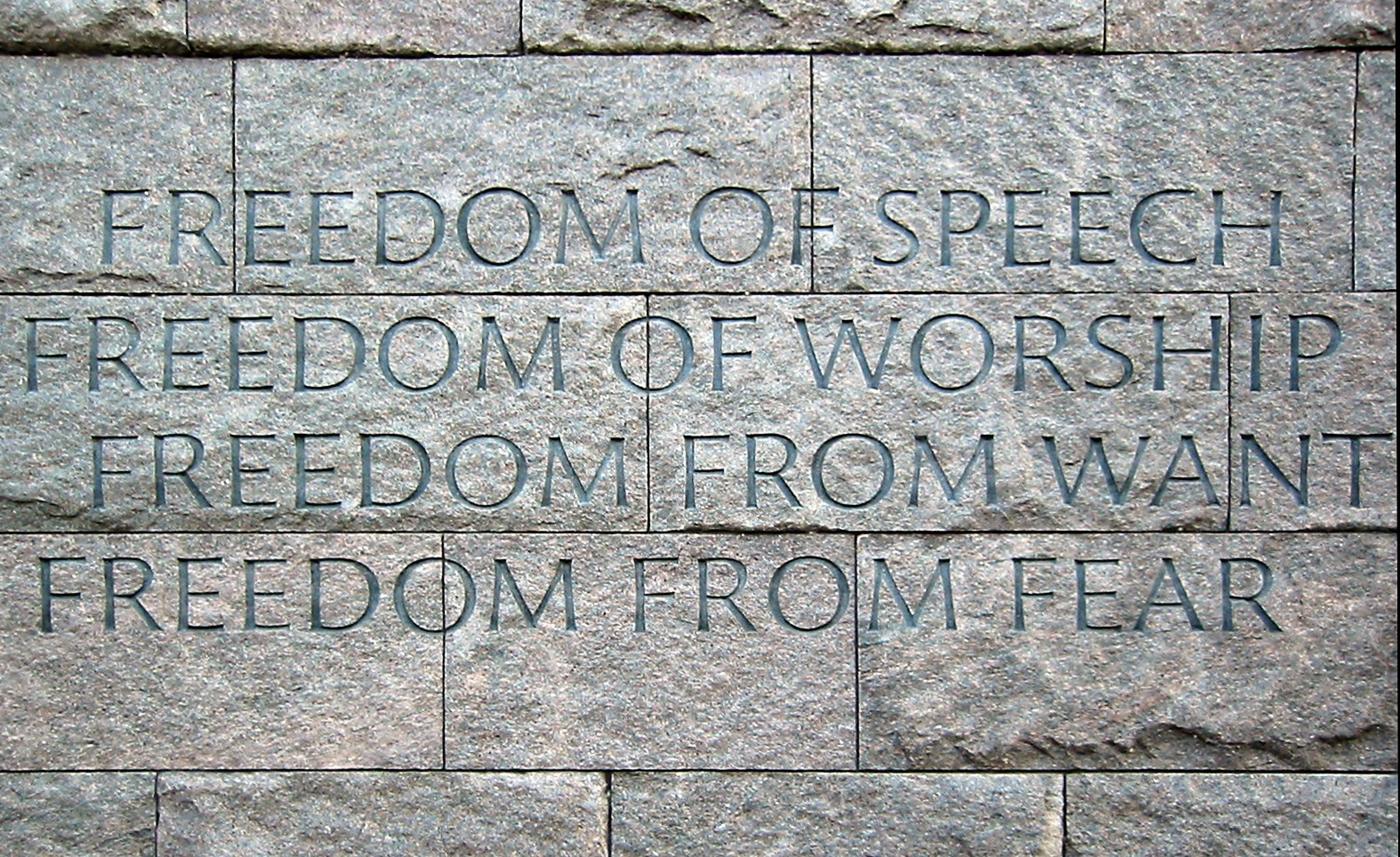
Entalhe das Quatro Liberdades no Franklin Delano Roosevelt Memorial em Washington, D.C.

As Quatro Liberdades (em inglês:  Four Freedoms) são quatro objetivos estabelecidos pelo Presidente dos Estados Unidos Franklin D. Roosevelt em 6 de janeiro de 1941, no que ficou conhecido como Four Freedoms speech (Discurso das Quatro Liberdades) (tecnicamente no Discurso sobre o Estado da União de 1941). As quatro liberdades fundamentais, e de que todos os seres humanos deveriam dispor, sãoː
1. Liberdade de expressão
2. Liberdade religiosa
3. Liberdade de viver sem penúria (Direito a um nível de vida adequado)
4. Liberdade de viver sem medo

Roosevelt fez o seu discurso 11 meses antes da declaração de guerra dos Estados Unidos ao Japão na sequência do ataque a Pearl Harbor pelos japoneses. O Discurso sobre o Estado da União perante o Congresso foi sobretudo dedicado à segurança nacional dos Estados Unidos e à ameaça à democracia causada pela Segunda Guerra Mundial que então grassava por todos os continentes no hemisfério oriental. No discurso, quebrou o não-intervencionismo dos Estados Unidos que era prática já antiga da política externa do país, esboçando o papel que os Estados Unidos teriam no apoio aos aliados já envolvidos na guerra. O discurso conclui com um categórico «Devemos ser o grande arsenal da democracia».
Após a morte de Roosevelt, e por meio da importante intervenção da sua viúva Eleanor, o conceito das "quatro liberdades" influenciou a redação da Carta das Nações Unidas, aprovada em 26 de junho de 1945, e, de modo muito explícito, a Declaração Universal dos Direitos Humanos, proclamada em 10 de dezembro de 1948 e cujo comité de redação foi presidido pela própria Eleanor Roosevelt.